# Peter Böhme
Peter Böhme (ur. 17 sierpnia 1942 w Chemnitz, zm. 18 kwietnia 1962 w Poczdamie) – ofiara śmiertelna Muru Berlińskiego zmarła wskutek postrzelenia podczas próby ucieczki pomiędzy Poczdamem a Berlinem Zachodnim po uprzednim śmiertelnym postrzeleniu policjanta NRD.

## Życiorys
Peter Böhme dorastał w Karl-Marx-Stadt. Po raz pierwszy uwikłał się w konflikt z prawem już w szkole, kiedy to zarzucono mu propagowanie imperializmu poprzez noszenie zakupionych w Berlinie Zachodnim jeansów. Po ukończeniu szkoły uczył się zawodu mechanika pojazdów, przerywając naukę w 1960 r. w związku z ucieczką z NRD. Ojciec ściągnął go z Berlina Zachodniego z powrotem, władze zaś wymogły wieloletnie zobowiązanie się do służby w szeregach NVA, którą rozpoczął w kwietniu 1960 r. Pod koniec 1961 r. trafił do Szkoły Artylerii Przeciwlotniczej w Geltow koło Poczdamu, gdzie poznał również zmuszonego do służby Wolfganga Gundela. Obaj zdecydowali się na dezercję, przygotowując się do tejże na początku 1962 r.

## Ucieczka
Nocą 17 kwietnia 1962 r. dwójka dezerterów wykradła z jednej ze znajdujących się w szkole oficerskiej szafek dwa pistolety i amunicję. Kradzież zauważono dopiero następnego poranka. Böhme i Gundel oddalili się z koszar udając się pieszo do oddalonego o 8 kilometrów Poczdamu, gdzie w ciągu dnia pozostali w ukryciu. Nocą 18 kwietnia skierowali się ku dzielnicy Poczdamu Babelsberg, skąd dostali się na prowadzące ku Berlinowi Zachodniemu torowisko dworca Griebnitzsee. Parę dezerterów zauważył pełniący tam wraz z innym funkcjonariuszem służbę policjant straży granicznej Jörgen Schmidtchen, który wychodząc z założenia, iż obaj również patrolują torowisko, ruszył w ich kierunku. Po zapytaniu o hasło wywiązała się strzelanina. W przebiegu niniejszej Böhme postrzelił Schmidtchena, ten jednak, zostając śmiertelnie ranny zdążył także oddać strzał. Wolfgang Gundel zdołał przedostać się na stronę zachodnią.
Ucieczka trafiła w obu niemieckich państwach na bardzo różne reakcje. Podczas gdy prasa NRD donosiła o przestępczym akcie przekroczenia granicy przez agentów, media zachodnie pisały o obronie koniecznej i morderstwie uciekiniera. Władze NRD zażądały od Berlina Zachodniego wydania zbiegłego „mordercy”. Po ponownym rozpatrzeniu sprawy po zjednoczeniu Niemiec ustalono, iż Jörgen Schmidtchen zginął od kuli z pistoletu, który miał przy sobie Böhme, tenże zaś zmarł na skutek postrzału ze strony drugiego z policjantów, który w opinii sądu działał w ramach obrony koniecznej. Wolfgang Gundel był po ucieczce wiele lat śledzony przez agentów Stasi.